# Karl Hennig (Ingenieur)

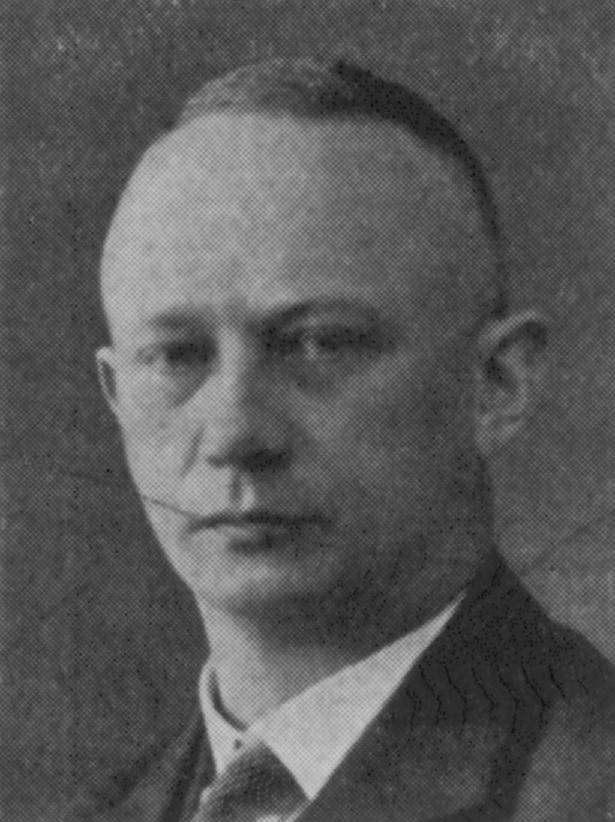
Karl Hennig (1931)

Karl Wilhelm Hennig oder Karl Wilhelm Julius Hildebrandt Gustav Hennig (* 2. Juni 1890 in Schneidemühl, Pommern; † 29. April 1973 in Hannover) war ein deutscher Wirtschaftswissenschaftler, Ingenieur und Hochschullehrer.

## Leben
Hennig war Sohn eines Staatsanwaltes. Seit 1908 war er Mitglied des Corps Rhenania Tübingen. Nach seinem Studienabschluss 1914 in Aachen als Diplom-Ingenieur absolvierte er von 1914 bis 1916 seinen aktiven Heeresdienst im Ersten Weltkrieg und wurde mit dem Eisernen Kreuz I. und II. Klasse ausgezeichnet.
1917 wurde er Betriebsassistent bei der Friedrich Krupp AG in Essen, 1920 in Aachen zum Dr.-Ing. promoviert und im selben Jahr zum Oberingenieur ernannt.
1921 wurde er stellvertretender Betriebsdirektor der Alexanderwerk A. v. d. Nahmer AG in Remscheid. 1922 wurde Hennig Vorstandsmitglied der Stahlwerk Werner AG in Erkrath und 1923 Vorstandsmitglied bei der N. V. Vereenigde Emballagefabrieken in Amsterdam (Niederlande).
1924 wurde er außerordentlicher Professor für Betriebswirtschaftslehre an der Technischen Hochschule Hannover und trat im selben Jahr der Deutschen Volkspartei (DVP) bei.
Im Jahr der Machtergreifung durch die Nationalsozialisten wechselte Hennig 1933 in die Deutschnationale Volkspartei (DNVP), trat dann auch  der Nationalsozialistische Volkswohlfahrt (NSV) bei sowie dem Nationalsozialistischen Rechtswahrerbund (NSRB).
In der frühen Nachkriegszeit wurde Hennig 1946 Mitglied der Christlich Demokratischen Union (CDU).
1948 wurde er ehrenamtlicher Ratsherr der Landeshauptstadt Hannover und zugleich Vorsitzender des städtischen Finanzausschusses; ein Amt, das er bis 1964 ausübte.
1949 übernahm er eine ordentliche Professur an der TH Hannover und wurde 1951 zudem Studienleiter der Leibniz-Akademie Hannover.
Nach seiner Emeretierung 1958 an der TH Hannover vertrat er sich dort selbst für weitere 2 Jahre bis 1960.
1964 wurde Karl Hennig für sein langjähriges kommunalpolitisches Wirken der Ehrenring des Rates der Stadt Hannover verliehen.

## Schriften (Auswahl)
- Betriebswirtschaftliche Organisationslehre, elektronische Reproduktion der 2. Auflage von 1948, Leipzig; Frankfurt am Main: Deutsche Nationalbibliothek, 2022
- Betriebswirtschaftslehre der industriellen Fertigung, elektronische Reproduktion der 2., durchgesehenen Auflage von 1948, Leipzig; Frankfurt am Main: Deutsche Nationalbibliothek, 2023
- Thomas Bata. Eine betriebswirtschaftliche Untersuchung, elektronische Reproduktion des Originals von 1949, Leipzig; Frankfurt am Main: Deutsche Nationalbibliothek, 2023
- Doppelte Buchführung. Lehrbuch für Studium, Selbststudium und Praxis, 4., verbesserte Auflage, Wiesbaden: Gabler 1966